# Az amerikai kontinens történelme
Az amerikai kontinens történelme.

## Földtörténet
- Proterozoikum (előidő): ősmasszívumok alakulnak ki, például a Brazil-felföld, a Guyanai-hegyvidék és a Kanadai-ősföld.
- Paleozoikum (óidő): az Appalache-hegység kialakulása. Feketekőszén is képződött ebben az időben.
- Mezozoikum (középidő): a Pacifikus-hegységrendszer kialakulásának kezdete. Ebben az időben tengeri üledékes kőzetek is képződtek.
- Kainozoikum (újidő)
  - Harmadidőszak
A Pacifikus-hegységrendszer kialakulásának fő időszaka (Andok, Kordillerák)
  - Negyedidőszak
    - Eljegesedés: a kontinens északi részét belföldi jégtakaró borította. Letarolt síkság (Kanadai-ősföld). Jégvájta tavak keletkeznek (Kanadai-tóvidék).
    - Holocén (jelenkor): feltöltött alföldek keletkeznek (Amazonas alföldje, Paraná alföldje stb.). Mai partvonal, éghajlat, növényzet kialakulása.

## Emberi történelem
Részletes történeti áttekintés az egyes országoknál található (lásd az oldal alján).

### Kezdetek

#### Prekolumbán kor

Az emberek korai vándorlásának térképe, vadász-gyűjtögető népek keltek át a Bering-szoroson keresztül Alaszkába

Az emberi történelem az amerikai kontinensen 15 000 évvel kezdődött, amikor a legutóbbi jégkorszak által okozott tengerszintcsökkenést kihasználva Szibériából vadász-gyűjtögető népek keltek át a Bering-szoroson keresztül Alaszkába. Innen lassan haladva nyomultak előre déli és keleti irányban, és több ezer éves folyamat során eljutottak egészen a Horn-fokig, a földrész legdélibb csücskéig. Dél-Amerikában, valamint Mexikóban már a Kr. e. II. évezredből ismerünk civilizációra utaló nyomokat, de az bizonyosnak látszik, hogy az indiánok fejlődése sokkal később kezdődött és lassabban zajlott a Termékeny félhold népeinek fejlődésénél.
Az első komolyabb, azonosítható kultúrát az olmékok hozták létre Mexikó területén, ahol több évszázadon keresztül működő városokat alapítottak, ezek azonban elnéptelenedtek és helyükre a maják költöztek időszámításunk kezdetén. A maják a dzsungeltől elhódított területeken városállamokat szerveztek, pontos naptárat vezettek, sokszínű vallási és kultikus élettel rendelkeztek, mezőgazdasági technikájuk rendkívül fejlett volt, kereskedőik tengeri úton eljutottak Dél-Amerikába. A maja civilizációt két nagy korszakra oszthatjuk, az első végén pontosan nem ismert okok arra bírták a városok népességét, hogy elhagyják településeiket és új városokat hozzanak létre. Külső támadások is gyengítették a maják helyzetét, a toltékok az északi területekre benyomulva a maja kultúrával kölcsönhatásban egy teljesen új arculatú civilizációnak vetették meg alapjait. Az európaiak megérkezésekor a spanyolok már egy legyengült, fejlődésének csúcspontján réges-régen túljutott maja társadalommal találkoztak szembe, amely más indián népekhez hasonlóan nem ismerte a kereket, a puskaport, sőt gyakorlatilag a fémeket sem.

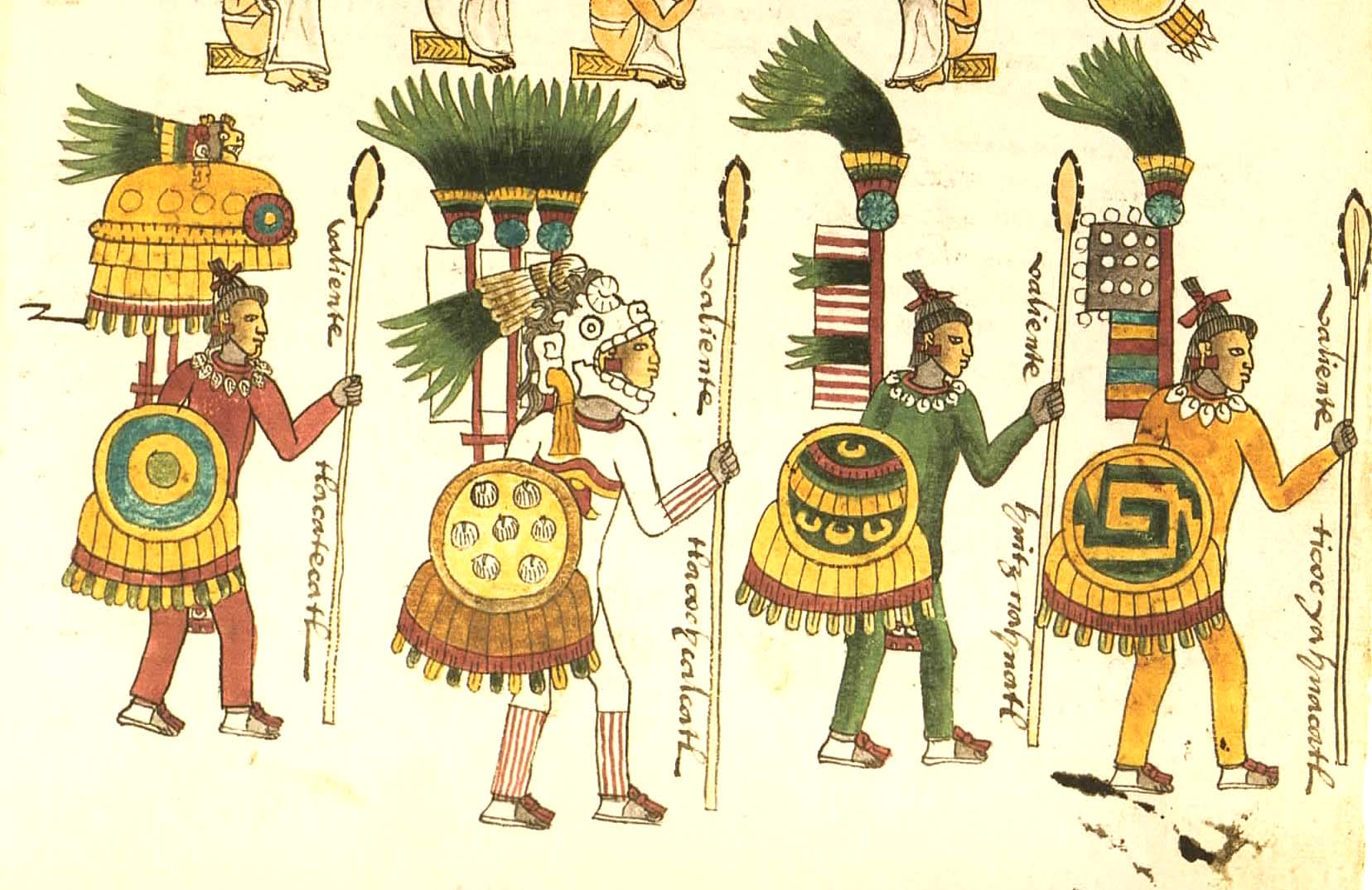
Azték harcosok

Az aztékok a 14. században kezdtek kiemelkedni Közép-Amerika számos kisebb állama közül. Tenochtichlánból kiindulva adófizetőkké tették a környező fejedelmeket, kegyetlen rémuralmuk csaknem egész Közép-Amerikára és a mai Mexikó területének jó részére kiterjedt. A meghódított népeket kemény adókkal sújtották, ők szolgáltatták isteneik számára az emberáldozatot. Gazdaságuk viszonylag fejlett volt, jól kiépített öntözőrendszerekkel támogatott mezőgazdaságuk meglehetősen hatékony technológiát biztosított számukra. Az azték birodalmat Cortes 1519 és 1521 között kevesebb mint 500 zsoldos élén megdöntötte.
Az inkák Dél-Amerika északnyugati részén óriási birodalmat szerveztek, mely fejlett pénzgazdálkodást, kereskedelmi kapcsolatokat és mezőgazdaságot épült ki. Az inkák nem militarizálták olyan mértékben államukat, mint az aztékok, de vallásukban jelen volt a harcos, terjeszkedő jelleg. Az inkák államát 1532-ben Pizzaro néhány száz ember élén elsöpörte.
A tudomány mai álláspontja szerint nem alakult ki folyamatos kapcsolat Kolumbusz megérkezése előtt Amerika és más földrészek között, de az már bizonyított tény, hogy a kontinensre többször is érkeztek idegen hajók. Igen valószínűnek látszik, hogy japán, sőt kínai kereskedők, menekülők egy-egy hajója elvetődött egészen Amerikáig, sőt egyes feltételezések szerint a kínaiak tisztában voltak azzal, hogy tőlük keletre egy hatalmas kontinens terül el, még ha azt nem is ismerték részletesebben. Újabb kutatások állítása szerint rómaiak jelenlétére utaló tárgyak kerültek elő Közép-Amerikában, egyelőre azonban nem tisztázott, hogy ezek csak egy hajótörés, vagy egy magányos utazás emlékei csupán, vagy egy többé-kevésbé állandó kapocs emlékei. Közismert, hogy a vikingek az ezredforduló táján elérték a Labrador-félszigetet.

### A vikingek felfedező útjai
Amerika a 15. századi felfedezése előtt a földrészen már a vikingek is jártak 1000 körül. Vörös Erik (Eirikr inn Rauda) norvég származású izlandi normann vitéz 982 körül menekülni volt kénytelen Izlandról, mivel egyik ellenfele vérbosszút esküdött ellene. Nyugat felé vitorlázva felfedezte Grönlandot, amit ő maga nevezett el zöld országnak annak érdekében, hogy kicsit kedvezőbb képet fessen a szigetről. Honfitársa, Bjarni Herjulfson Vörös Erik után igyekezett, de elvétette az irányt és Amerikáig hajózott. Ő volt az első európai ember, aki 1000 körül meglátta Amerika partjait. Herjulfson azonban nem sokat törődött új felfedezettjével, már fordult is vissza Grönland irányába.
Vörös Erik fia, Leif Eriksson már tudatosabban vágott neki az óceánnak, megkeresni a korábban felfedezett országot. Ő Vinlandnak, azaz szőlőországnak, Marklandnak (faországnak) és Hellulandnak (kőországnak) nevezte el az általa felfedezett területeket, melyek valószínűleg a Baffin-sziget (Helluland), Labrador (Markland) és Új-Fundland (Vinland) lehettek. Nem telepedett azonban meg, így az izlandi felfedezésekről a világ évszázadokon át nem is tudott.

### Újkor

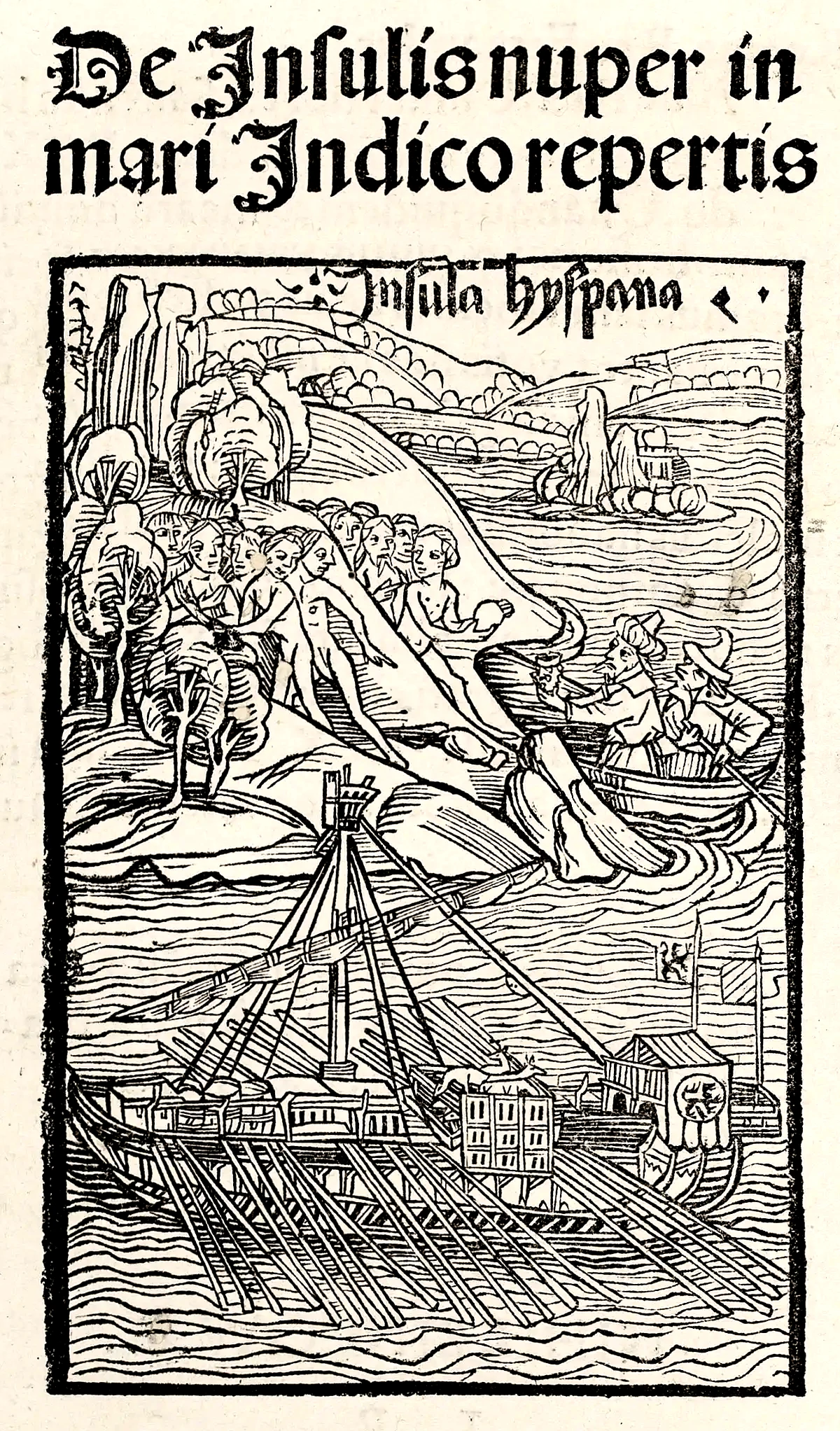
Kolumbusz kiköt a Guanahani-szigetén (San Salvador), az India felfedezését bejelentő De Insulis in mari Indico nuper inventis című levél illusztrációja, Basel, 1493

A kontinens kedvező partfejlődése, a széles folyóbejáratok és a felfedezők kincséhsége révén az európaiak aránylag hamar feltárták az újvilág belső területeit. Mire a tudományos igényű felfedezés megkezdődött, jórészt már nem is volt európaiak számára ismeretlen területe a kontinensnek, mert a kincsvadászok és a felfedezők addigra bejárták legnagyobb részét. Csak az északi, sarkvidéki területeken, illetve Dél-Amerika őserdei területein folyt nehezebben a feltárás. Az Atlanti- és a Csendes óceánt összekötő Bering-szorost csak 1854-ben, nagy áldozatok árán fedezte fel Mac Clure brit felfedező. Az Amazonas őserdőinek vidékét pedig még száz évvel ezelőtt sem ismerték teljesen. A kontinens megismerését nem csak a földrajztudósok, de meglepő módon a politikusok is segítették: az egyes országok határainak megállapításakor nem ritkán a bizottságok térképezték fel az addig általuk csak felületesen ismert vidékeket.

#### Kora újkor

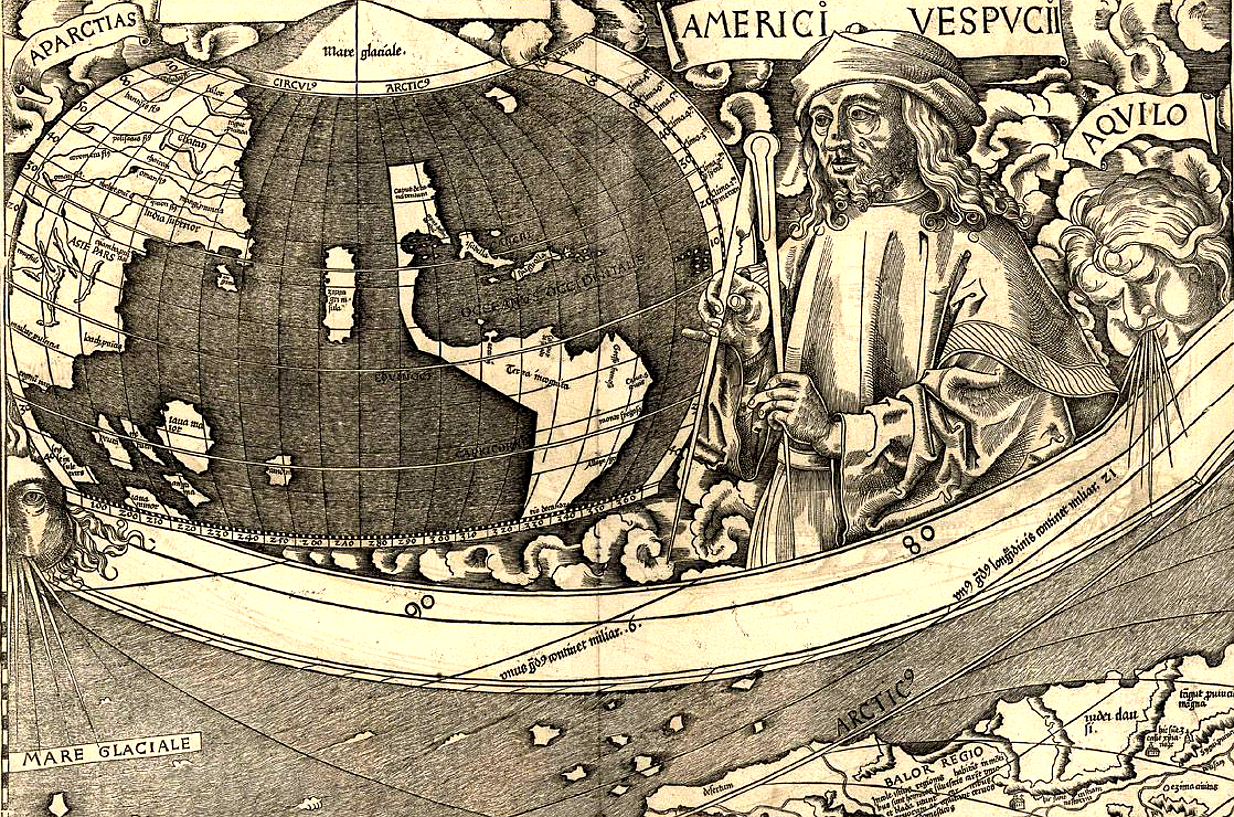
Amerigo Vespuccinak, Amerika névadójának portréja az 1507-ben kiadott Waldseemüller-térkép illusztrációjaként

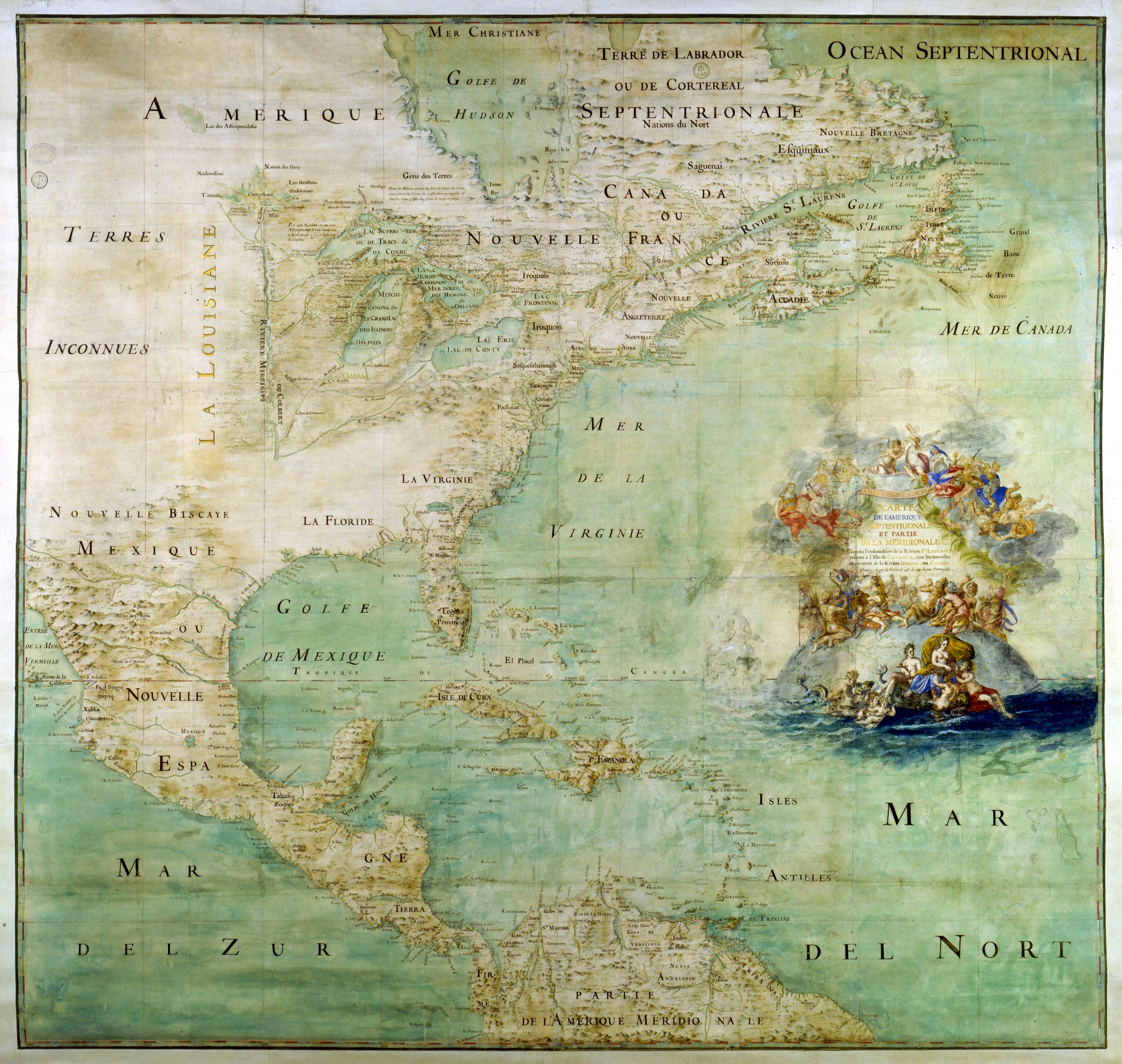
Egy 1700 körül készült térkép Amerika egy részéről

1483-ban nagy feltűnést keltett Kolumbusz Kristóf (Cristoforo Colombo) azon állítása, miszerint az Ázsia és Európa közti távolság nem lehet túl nagy, és ő vállalja, hogy nyugat felé hajózva Japánt és India keleti szigetvilágát hamarosan eléri. 1492. augusztus 3-án útra kelt tehát, és 1492. október 12-én ki is kötött a mai Watling-sziget (Guanahani, Bahama-szigetek) partjainál. Kolumbusz olyannyira abban a hitben élt, hogy Indiában jár, hogy még háromszor visszatért (1493–1496, 1498, 1502), felfedezve a Kis-Antillákat, Jamaicát, Trinidad szigetét, Panamát és Hondurast, majd 1506-ban abban a tudatban is halt meg, hogy ahova többször is elhajózott, az India volt.
Kolumbusz hajózásai és bejelentése kalandorok valóságos áradatát indította el a nyugati tenger irányába. Giovanni Caboto olasz utazó eljutott Új-Fundlandra, és innen a keleti part mentén egészen Floridáig hajózott. Pedro Álvares Cabral portugál tengernagyot egy tengeráramlás sodorta Dél-Amerika partjaihoz, s az itt található vörös törzsű fák után a Brasil nevet adta a vidéknek. A spanyolok húsz esztendő alatt behajózták Amerika keleti partvidékét: Ferdinand Magellan 1521-ben felfedezte a földrész déli átkelőjét, a róla elnevezett Magellán-szorost.

### Modern kor

#### 19. század
Amerika történetében új korszakot nyitott az amerikai függetlenségi háború. Az angolok ellen összefogó 13 gyarmat győzelme az első olyan eset, amikor egy gyarmatosító hatalom komolyan vehető vereséget szenvedett Európán kívüli ellenféllel szemben. Az 1783-as Versaillesben aláírt békeszerződés biztosította az USA függetlenségét, létrehozva az amerikai kontinens első független államát.
A 18. század végén Dél-Amerika nyugati részét a spanyolok, Brazíliát a portugálok birtokolták. Közép-Amerika és Mexikó, valamint Kuba és Hispaniola egy része a spanyolok kezén volt, míg Kanada és a Karib-tenger szigetvilágának döntő része Anglia gyarmatának számított. Dánia és Svédország csekély jelentőségű gyarmatait részben az angoloknak, részben pedig az amerikaiaknak adta át, Franciaország és Hollandia viszont megőrzött kisebb területeket a Karib-térségben.
A 19. század első éveit az határozta meg, hogy a kontinentális zárlat gyakorlatilag elzárta Európát az újvilágtól, csupán Anglia tartott kapcsolatot elsősorban észak-amerikai gyarmataival és az Egyesült Államokkal. Anglia azonban kieső jövedelmeit az amerikai hajók kifosztásával kívánta pótolni, ami háborús konfliktust idézett elő a két ország között (1812–1814), amely nagy áldozatokat kívánt mindkét fél részéről, de döntést egyikük sem tudott kicsikarni.
A napóleoni háborúk időszakában kialakult helyzet meghatározóan befolyásolta az amerikai kontinens fejlődésének 19. századi irányvonalát. Franciaország legjelentősebb még meglévő amerikai gyarmatát, Louisianát eladta az Egyesült Államoknak, mivel az gyakorlatilag ellenőrizhetetlenné vált. A másik francia terület, a többségében néger rabszolgák által lakott Nyugat-Hispaniola, kihasználva a franciák tehetetlenségét, fellázadt, és 1804. január 1-jén a felkelők kikiáltották Haitit, a nyugati félteke első néger köztársaságát, Amerika második független államát.
A Haiti események nagy hatást gyakoroltak Dél-Amerikára, ahol a spanyolok merev magatartása már megérlelte a helyzetet a konfliktusok kiéleződésére. Az egymástól szinte teljesen elzárt tartományok elitjeinek lehetőségei rendkívül szűkek voltak, a vezető tisztségeket mindig az anyaországból érkező hivatalnokokkal töltötték be, így a már több generáció óta elvándoroltak lehetőségei végletesen beszűkültek. Ezek a feszültségek akkor erősödtek fel, amikor a francia megszállás alatt álló Spanyolország nem tudta megfelelően ellenőrizni gyarmatait. A forradalom 1810-ben Buenos Airesben tört ki, és villámgyorsan végigsöpört egész Dél-Amerikán. Az 1810-es évek közepén a spanyolok gyakorlatilag a kontinens északi területeire szorultak vissza, a Simón Bolívar által vezetett felkelők csaknem mindenütt győzelmet arattak. Ám Napóleon veresége lehetőséget biztosított Spanyolország számára erőforrásainak hatékonyabb koncentrálására, ami hamarosan éreztette is hatását. A spanyolok ellentámadása Buenos Aires kivételével valamennyi forradalmi központot felszámolt, ám ezek jórészt csak látszat sikerek voltak.
Több tényező gátolta a spanyolok uralmának rekonstrukcióját. Egyrészt a Szent Szövetség nem állt ki a spanyolok mellett, ez pedig aláásta a királyi hatalom tekintélyét. A hadseregben terjedtek a liberalizmus eszméi, az egyik Amerikába indított hadsereg Cádizban fellázadt, és csak francia segítséggel sikerült megakadályozni a király elűzését. Másrészt viszont a spanyolellenes mozgalmak hatására Brazíliában is megmozdulások kezdődtek a portugálok ellen. Portugália komolyabb összecsapások nélkül 1822-ben kompromisszumot kötött gyarmatával, a portugálok kivonultak az országból és elismerték függetlenségét, de a Brazil császárság élére a portugál királyi család tagjai kerültek. A spanyolok az 1820-as évek elejére kénytelenek voltak beismerni vereségüket. Tárgyalások kezdődtek, melyek eredményeként 1821-ben a Cordobai szerződésben Spanyolország elismerte Argentína, Chile, Peru, Paraguay, Bolívia, Kolumbia, Mexikó, Ecuador és a Dominikai Köztársaság függetlenségét.
A konfliktusok ezzel korán sem oldódtak meg. Az újonnan létrejött államok között háborúk robbantak ki, Chile megszállta Bolívia tengerparti területeit, még Brazília bevonult a mai Uruguay rendezetlen státuszú területére, de az indiánok helyzete sem volt megoldott, ezt végül a legtöbb helyen tömegmészárlások „oldották meg”. 1825-ben sor került Uruguay függetlenségének elismerésére is, miután a helyi fegyveres csoportok kiűzték a brazil megszállókat. A másik feszültséggóc északon alakult ki, ahol Kolumbia a mainál jóval nagyobb területtel alakult meg, magába foglalva a mai Venezuela és Panama területét is. Venezuelában, amely a spanyolok elleni felkelés egyik bázisának számított, a kolumbiai uralommal sem voltak megelégedve, így 1830-ban sor került az ország függetlenségének kikiáltására. Közép-Amerikában a spanyolok igyekeztek megőrizni pozícióikat, de hamarosan kénytelenek voltak innen is távozni és Kubába vonultak vissza. A helyi vezetők elképzelése az volt, hogy Salvador néven egy föderatív köztársaságot szerveznek, ám a lokális érdekcsoportok meggátolták ezt, így az 1840-es évek elejére a térség több kisebb államra hullott szét, létrejött Costa Rica, Guatemala, Honduras, Salvador és Nicaragua, még Belize brit uralom alá került. Végül Floridát a spanyolok eladták az Egyesült Államoknak, így teljesen kiszorultak az amerikai szárazföldről.
A 19. század második fele nem hozott olyan drámai változásokat, mint az első évtizedek. Nagy megdöbbenést keltett az oroszok megjelenése Alaszkában, ám a cár nem tulajdonított nagy jelentőséget a rendkívül távoli tartománynak, így 1867-ben eladta azt az USA-nak. Ezzel párhuzamosan az USA hadserege megtörte a préri indiánjainak ellenállását, az utolsó felkelést 1890-ben verték le. Még korábban 1846 és 1848 között az USA mintegy 2 millió négyzetkilométernyi területet foglalt el Mexikótól, majd később még vett is területeket a közép-amerikai országtól.
Az Amerikai Egyesült Államok gazdasága gyorsan fejlődött, népessége nagymértékben növekedett. Ezt a folyamatot törte meg a belső gazdasági, társadalmi és hatalmi konfliktusok egymásra rétegződéséből kibontakozó amerikai polgárháború (1861–1865), mely hatalmas pusztítást okozott, de végül a rabszolgaság felszámolását és az Unió egységének megszilárdulását eredményezte. Az 1860-as években két további konfliktust kell kihangsúlyoznunk, egyrészt Habsburg Miksa francia támogatással végrehajtott mexikói expedícióját, amelynek végén a mexikói császárt Benito Juarez forradalmárjai agyonlőtték. Dél-Amerikában 1865-ben tört ki az ún. Hármasszövetség háborúja. Ennek keretei közt Brazília, Argentína és Uruguay szövetsége támadt rá Paraguayra, ám a túlerő ellenére mégsem sikerült a szövetségeseknek győzelmet aratniuk, mert Paraguay egymás ellen ingerelve ellenfeleinek vezető politikusait és fellázítva a hátországban még élő indián törzseket olyan belső problémákba sodorta ellenlábasait, hogy azok 1870-ben békét kötöttek Paraguayjal. A békekötés nem csak államközi, hanem belpolitikai, pártok között létrejövő egyezségeket is tartalmazott, pl. Uruguayban a két vezető politikai erő gyakorlatilag felosztotta egymás között az országot. Érdemes megjegyezni, hogy azóta Dél-Amerika államai között gyakorlatilag nem alakultak ki háborús konfliktusok egészen napjainkig. A térségben még egy fontos változás történt a század végén, 1889-ben a népszerűtlenné váló II. Péter brazil császárt elűzték trónjáról, és kikiáltották a köztársaságot, felszámolták a világon utolsóként a rabszolgaságot.
Amerika vezető hatalma egyértelműen az Amerikai Egyesült Államok lett, mely ki is használta erőfölényét konkurenseivel szemben. A Monroe-elvre hivatkozva 1898-ban az amerikaiak megtámadták Spanyolországot és az Atlanti-óceánon áthajózó spanyol flottát Kuba déli vizeinél tönkreverte a rendkívül korszerű amerikai hajóhad. A háborút lezáró békében Spanyolország átadta Kubát és Puerto Ricót a győztesnek és feladta utolsó amerikai területeit. Ez az aktus szimbolikusan is lezárta a 19. századot Amerika történelmében, amely során a spanyolok és a portugálok kiszorultak a földrészről.

#### 20. század
A 20. században fokozódott az Amerikai Egyesült Államok (USA) dominanciája a kontinensen, ezt az államok azonnal érzékeltették a század legelején. Kolumbia északi részén lázadást szítottak, az elszakadó területen megszervezték Panama államot, amely átadta „nagylelkű” támogatójának a leendő Panama-csatorna övezetét. A csatorna átadására 1914-ben került sor. Közben az USA Kubát független államnak nyilvánította, azonban az új állam alkotmányába olyan passzust is belefoglaltak, hogy bármely amerikai állampolgár, vagy cég érdekeinek megsértése esetén az USA bevonulhat Kubába. Az USA ezekben az évtizedekben állandó katonai jelenléttel biztosította befolyását Közép-Amerikában és a Karib-térségben.
1914-ben kitört az I. világháború, amelybe közvetlenül csak Kanada kapcsolódott be azonnal Nagy-Britannia gyarmataként. Az USA kezdetben a kontinens belügyeivel volt elfoglalva (pl. mexikói polgárháború), és nem látta szükségesnek, hogy eltérjen a Monreu-elvtől. Erre akkor került sor, amikor német tengeralattjárók amerikai hajókat támadtak, amelyek Nyugat-Európába tartó szállítmányokat próbáltak eljuttatni az Antant államokba. Az USA 1917-ben lépett hadba, és leghűségesebb csatlósai, Kuba, Nicaragua és Panama is elvileg beléptek a világháborúba, míg a dél-amerikai országok semlegesek maradtak, bár Antant-barát politikát folytattak. A világháborús győzelem nagymértékben megerősítette az USA tekintélyét, az Államok kezdtek világhatalommá válni.
Az 1920-as évek talpra álló világát egyértelműen Amerika irányította, amely azonban nem lépett be a Népszövetségbe, és nem támogatta a Versaillesi békerendszert sem. A leggyorsabban fejlődő amerikai gazdaságot sújtotta legerősebben a világgazdasági válság, de több csekély gazdasági erővel rendelkező államot, főleg az agrárországokat is lehetetlen helyzetbe sodorta. 1931-ben az utolsó igazán jelentős gyarmata is felszabadult az amerikai kontinensnek. A Westminsteri statútumok kihirdetésével a Brit Birodalom legfontosabb fehérgyarmatait, köztük Kanadát gyakorlatilag elismerte független államnak, bár Kanada államfője elméletileg még ma is a mindenkori brit uralkodó.
A második világháborúba az amerikai országok nem kapcsolódtak be a konfliktus kezdetén, ismét csak Kanada kezdte meg már 1939 szeptemberében a harcot a Brit Nemzetközösség tagjaként. A dél-amerikai országok ismét semlegesek maradtak, bár a szövetségesekkel szimpatizáltak. Közülük többen a háború legvégén hadat üzentek Németországnak, bár a győzelem kivívásában tényleges részt már nem vállaltak. Az USA szállításokkal támogatta a nyugat-európai demokráciákat és a Szovjetuniót, ám amikor a fegyverkező Japán megtámadta hadüzenet nélkül a Pearl Harborban kiépített katonai bázist, kénytelen volt hadba lépni. Kezdetben az amerikai csapatok több kudarcot is elszenvedtek, ám amikor a hatalmas gazdaságot a hadsereg szolgálatába állították, fordult a kocka. Kiszorították a németeket Észak-Afrikából, majd az amerikai csapatok szövetségeseikkel együttműködve felszabadították Franciaországot, Olaszországot, a Benelux államokat és Németország, valamint Ausztria nyugati részét. Japán legyőzése nehezebb feladatnak bizonyult, a jól kiépített japán flotta és légierő még 1945 nyarán is ellenállt, és csak az atombomba bevetése tudta megtörni az ázsiai ország ellenállását.
Az USA döntő szerepet játszott a ENSZ létrehozásában, a Biztonsági Tanács állandó tagja lett, egyedüliként az amerikai kontinensen. A hidegháború kezdetén a kontinens döntő része az USA pártjára állt, bár bizonyos dél-amerikai országokban felerősödtek a szovjetbarát mozgalmak. Döntő fordulat 1959-ben következett be, amikor Fidel Castro vezetésével szovjet segítséggel kiűzték Kubából az amerikai csapatokat, és kommunista jellegű államot hoztak létre. A szovjetek rakétákat telepítettek a szigetre, amelyet az Egyesült Államok nem tűrhetett el, ezért kis híján háború tört ki a két szuperhatalom között, de végül sikerült kompromisszumos megoldást találni. Az amerikaiak lemondtak Kuba lerohanásáról, míg a szovjetek kivonták rakétáikat a térségből.
Az 1960-as években kezdődött meg a még gyarmati sorban maradt kisebb területek felszabadulása. Az első lépést Nagy-Britannia tette meg, amikor 1962-ben elismerte Jamaica és Trinidad és Tobago függetlenségét. Azóta számos kisebb állam vált függetlenné, kivonultak a britek Belizéből és Guyanából, valamint egy sor kisebb szigetről, a hollandok feladták Suriname-ot.
A következő államok függetlenedtek a 20. század második felében:
- Jamaica : az Egyesült Királyságból, 1962
- Trinidad és Tobago : az Egyesült Királyságból, 1962
- Guyana : az Egyesült Királyságból, 1966-ban
- Barbados : az Egyesült Királyságból, 1966-ban
- Bahama-szigetek : autonómia 1964 -ben, majd teljes függetlenség az Egyesült Királyságtól 1973-ban
- Grenada : az Egyesült Királyságból, 1974-ben
- Suriname : Hollandiából, 1975-ben
- Dominikai Közösség : az Egyesült Királyságból, 1978-ban
- Saint Lucia : az Egyesült Királyságból, 1979-ben
- Saint Vincent és a Grenadine-szigetek : az Egyesült Királyságból, 1979-ben
- Antigua és Barbuda : az Egyesült Királyságból, 1981-ben
- Belize (korábban brit Honduras ) : az Egyesült Királyságból, 1981-ben
- Saint Kitts és Nevis : az Egyesült Királyságból, 1983-ban

Ma az amerikai szárazföldön egyetlen gyarmat van, a tengerentúli megyeként nyilvántartott Francia-Guyana; de a karibi térségben ma is számos szigetet birtokol Nagy-Britannia, Franciaország, Hollandia és az USA. Az USA gazdasági és politikai túlsúlya megkérdőjelezhetetlen, bár Kanada is tagja a G8-ak csoportjának, ami az ország nemzetközi elismertségét és gazdasági erejét tanúsítja.